# Eugenio Bonicco
Eugenio Bonicco (Frabosa Soprana, 30 agosto 1919 – Frabosa Soprana, 6 novembre 1987) è stato uno sciatore alpino italiano, ha partecipato alle Olimpiadi invernali di Saint Moritz nel 1948 conquistando un ottavo posto.